# Język serer
Język serer – język z grupy atlantyckiej języków nigero-kongijskich, używany w przez ok. 1,5 mln osób w zachodnim Senegalu (głównie w dorzeczu rzek Sine i Saloum) i ok. 30 tys. osób w północno-zachodniej Gambii. Dzieli się na kilka dialektów, z których najważniejsze to serer-sine i serer-non. Posługują się nim Sererowie.